# Dan Sahlin
Dan Sahlin (né le 18 avril 1967 à Falun en Suède) est un footballeur suédois, qui évoluait au poste d'attaquant.